# Altadill
|  | Per a altres significats, vegeu «Miquel Altadill i Giner». |

Altadill és una entitat de població al municipi de Sant Guim de Freixenet, a la comarca de la Segarra. El llogarret i antiga quadra el forma una casa que duu el mateix nom i diverses masies disseminades al nord-oest del terme municipal, més amunt de Freixenet de Segarra, del qual dista un quilòmetre i mig, en el camí a Vergós Guerrejat, en direcció a la vall de Gàver, i a tres quilòmetres del cap de municipi. Actualment no hi consta cap habitant empadronat.
El nom prové del terme alt, que s'utilitzava com a substantiu de turó i que hauria evolucionat en el diminutiu altet, i més tard en altadill, afegint el sufix diminutiu "-ill".

## Sant Salvador d'Altadill

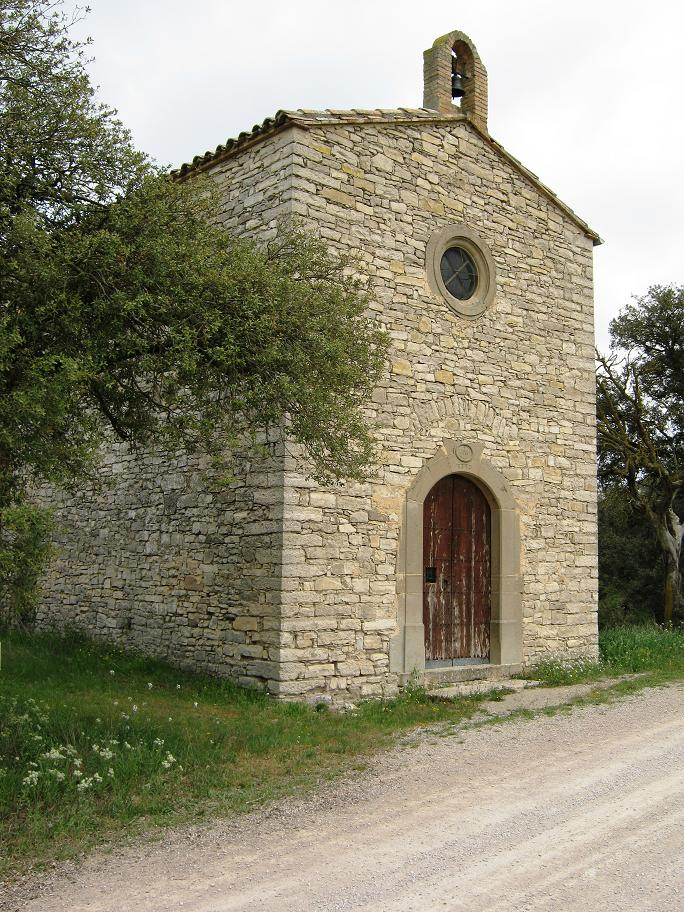
Ermita de Sant Salvador

La capella originària, ara en ruïnes, era romànica, si bé n'hi ha una altra de posterior, d'estructura moderna. La seva advocació ja consta des d'una visita pastoral l'any 1332. És d'una única nau, d'estructura molt simple i a la dovella central, a la façana principal, on hi ha la porta d'entrada, hi figura la data de 1894. Té, a més, una finestra circular i un petit campanar de paret.
La denominació de Sant Salvador no es correspon amb el sant del segle XVI sinó al títol donat a Déu com a salvador dels homes.

## Font de Sant Salvador
És una font de clot coberta amb volta lleugerament apuntada, feta de pedra seca, que es troba a pocs metres de l'església. En cobrir-la es distingeixen tres tècniques diferents, com la falta cúpula o volta cònica, que s'aconsegueix amb la superposició de les pedres. Quan aquestes pedres arriben a una certa alçada s'endinsen fins a tancar l'obertura o deixar un petit buit que es tanca amb una llosa plana anomenada "coberta".